# Carl Mauritz Nyman
Carl Mauritz Nyman, född 20 september 1816 i Uppsala, död 6 november 1883 på Haggård i Estuna församling, Stockholms län,var en svensk läkare.
Nyman blev student vid Uppsala universitet 1835, filosofie kandidat 1837, filosofie doktor 1839, medicine kandidat 1840, medicine licentiat 1845, kirurgie magister samma år och medicine doktor 1846. Han var underläkare vid Stockholms stads och Stockholms läns kurhus 1845–1847, tillika vikarierande adjunkt i materia medica och naturalhistoria vid Karolinska institutet samt lärare i naturalhistoria vid Nya elementarskolan i Stockholm 1845–1847. Han var vikarierande fattigläkare i Kungsholms församling 1845–46 och ordinarie 1846–1847, sjukhusläkare vid Allmänna garnisonssjukhuset 1847–1850 och 1854–1855, adjunkt i materia medica och naturalhistoria vid Karolinska institutet 1847–1852 och 1852–1853, läkare vid Fyrverkarkåren på Marieberg 1847–1850 samt överläkare vid Stockholms stads och läns kurhus 1856–1866 och extra ordinarie professor i syfilidologi vid Karolinska institutet 1858–1867. Han blev läkare vid Göteborgs kurhus 1873, men var åter bosatt i Stockholm från 1874.